# Sunt timid, dar mă tratez
Sunt timid, dar mă tratez, lansat inițial în România ca Sînt timid dar mă tratez, (în franceză Je suis timide mais je me soigne) este o comedie franceză din 1978, regizată de Pierre Richard. Rolurile principale sunt interpretate de Richard, Aldo Maccione⁠(d) și Mimi Coutelier⁠(d).

## Rezumat
Pierre Renaud, casier într-un hotel mare, suferă de timiditate patologică. Atunci când se îndrăgostește de Agnès, câștigătoarea unui concurs, el decide să-și depășească timiditatea și o urmează pe Agnès pe tot parcursul călătoriei ei...

## Distribuție
- Pierre Richard — Pierre Renaud, un tânăr timid, casier la un hotel din Vichy
- Aldo Maccione⁠(d) — Aldo Ferrari, mentorul lui Pierre, reprezentantul Institutului de Psihologie Avansată
- Jacques François⁠(d) — dl Henri, șeful de sală de la Hotelul Negresco
- Mimi Coutelier⁠(d) — Agnès Jansen, fotomodelul de care se îndrăgostește Pierre
- Catherine Lachens⁠(d) — șoferița de camion, care-l ia pe Pierre la autostop
- Robert Dalban⁠(d) — proprietarul garajului de mașini uzate
- Jean-Claude Massoulier⁠(d) — Gilles, prezentatorul concursului fabricantului de macaroane
- Jacques Fabbri⁠(d) — șoferul de camion pe care-l imită Pierre și Aldo într-un restaurant
- Robert Castel — Trinita, campionul de pétanque
- Raoul Delfosse⁠(d) — șoferul autoturismului Peugeot 404⁠(d)
- Sylvie Folgoas — Hilda, vânzătoarea care-și dă seama ce măsură poartă Pierre la slip
- Gilbert François — spălătorul de vase de la Hotelul Negresco, care-l învață pe Pierre cum să țină ritmul
- Francis Lax⁠(d) — sommelierul de la Hotelul Negresco
- Jean-Louis Le Goff⁠(d) — Albert
- Hélène Manesse⁠(d) — Irène, vânzătoarea de la magazinul din Nice
- Louis Navarre — șeful de raion al magazinului din Nice
- Elisabeth Rambert — tânără
- Dominique Vallée — fiica proprietarului garajului
- Sonia Vareuil — Françoise, vânzătoarea de slipi
- Jacob Weizbluth — chelnerul care face nota de plată pentru Pierre
- Charly Bertoni — jucător de pétanque #1 (nemenționat)
- Gérard Dauzat⁠(d) — directorul hotelului din Deauville (nemenționat)
- Jean-Pierre Lorrain — directorul Hotelului Negresco (nemenționat)
- Jean Marsiglia — jucător de pétanque #2 (nemenționat)
- André Penvern⁠(d) — bărbat (nemenționat)
- Claude Rossignol — jucător de pétanque
- Auguste Danielle — jucător de pétanque

## Producție
Filmările au avut loc la Vichy (departamentul Allier), la Nisa pe Promenade des Anglais și la Hotelul Negresco, și la Casino de Deauville în săptămânile de iarnă și în acest oraș din Normandia Inferioară.
O mare parte a muzicii din film a fost folosită în alte filme: muzica de ambianță din bar a fost preluată în 1979 în filmul Cause toujours... tu m'intéresses ! cu Jean-Pierre Marielle și Annie Girardot, cea din timpul plimbării lui Agnès pe malul mării de la Nisa a fost preluată în 1981 în filmul erotic Les Folies d'Élodie (Vladimir Cosma fiind menționat cu pseudonim) și cea folosită atunci când Pierre Richard face windsurfing pe roți a fost preluată în filmul La Boum al lui Claude Pinoteau⁠(d).

## Recepție
Filmul a avut succes comercial, fiind vizionat de 2.534.702 de spectatori la cinematografele din Franța. Pierre Richard a reluat în anul următor colaborarea cu italianul Aldo Maccione⁠(d) în filmul C'est pas moi, c'est lui.